# Coscinesthes minuta
Coscinesthes minuta är en skalbaggsart som beskrevs av Pu 1985. Coscinesthes minuta ingår i släktet Coscinesthes och familjen långhorningar. Inga underarter finns listade i Catalogue of Life.